# كأس بلغاريا 1963–64
كأس بلغاريا 1963–64 (بالبلغارية: Купа на Съветската армия 1963/64)‏ هو موسم من كأس بلغاريا. أشرف على تنظيمه اتحاد بلغاريا لكرة القدم، وفاز فيه سلافيا صوفيا.